# Bikutsi
Bikutsi er en musikgenre som opstod i 1940-tallet ved byen Yaoundé i Cameroun. Musikken har rødder i Beti-Pahuin-folkegruppens musiktradituoner.
Bikutsi blev verdensberømt i slutningen 1980-tallet gennem gruppen Les Têtes Brulées.
| Musik | Spire Denne musikartikel er en spire som bør udbygges. Du er velkommen til at hjælpe Wikipedia ved at udvide den. |